# Beaufou
Beaufou là một xã ở tỉnh Vendée trong vùng Pays de la Loire, Pháp. Xã này có diện tích 29,06 km², dân số năm 2006 là 1053 người. Xã này nằm ở khu vực có độ cao trung bình 60 mét trên mực nước biển.
Danh xưng dân địa phương trong tiếng Pháp là Meillerets (không có từ giống cái) .

## Biến động dân số
| Năm | 1962 | 1968 | 1975 | 1982 | 1990 | 1999 | 2006  |
| --- | ---- | ---- | ---- | ---- | ---- | ---- | ----- |
| Dân số | 881  | 923  | 815  | 857  | 968  | 907  | 1 053 |
| From the year 1962 on: No double counting—residents of multiple communes (e.g. students and military personnel) are counted only once. |      |      |      |      |      |      |       |